# Austersee

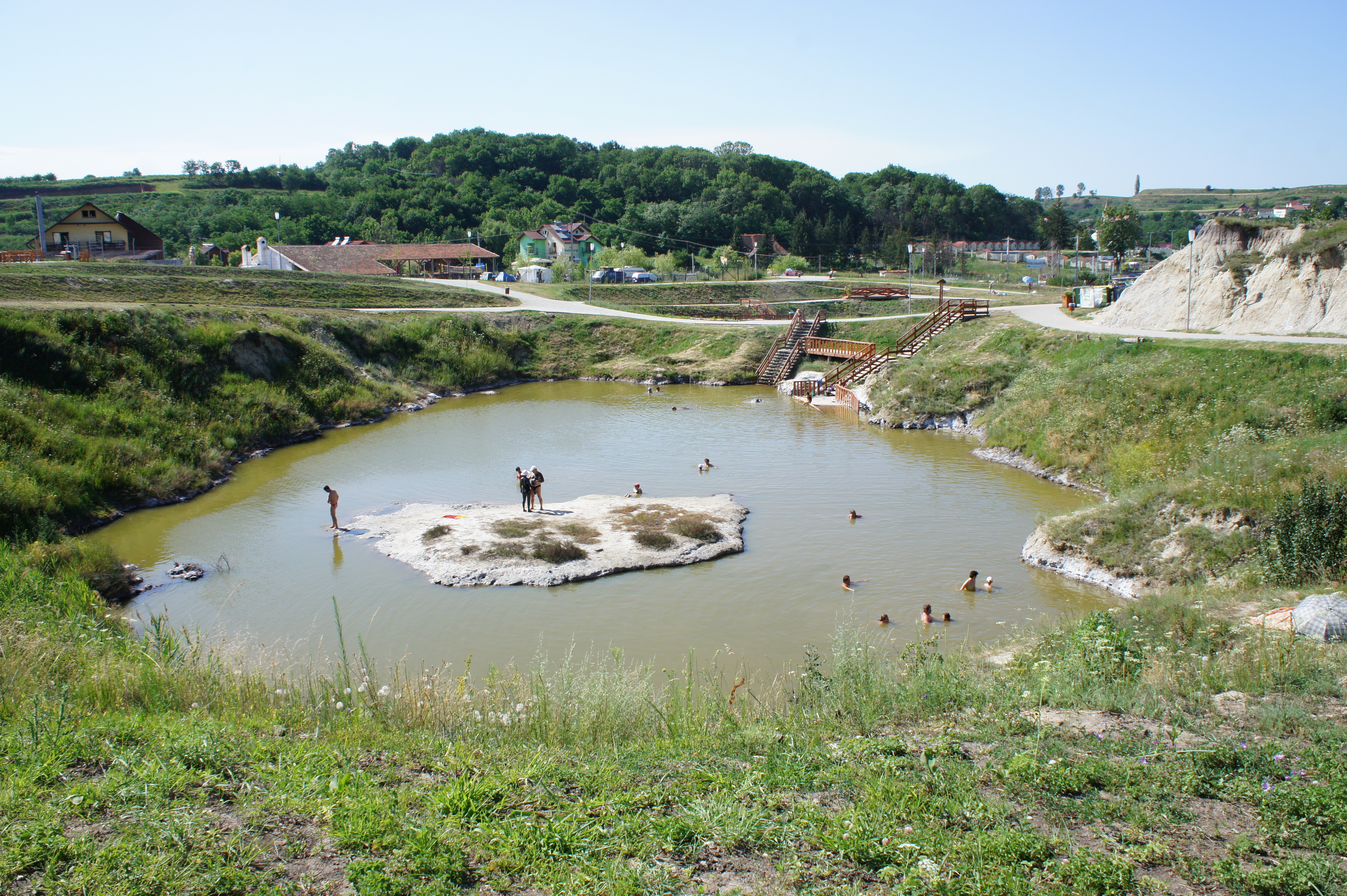
Der Auster-See 2012

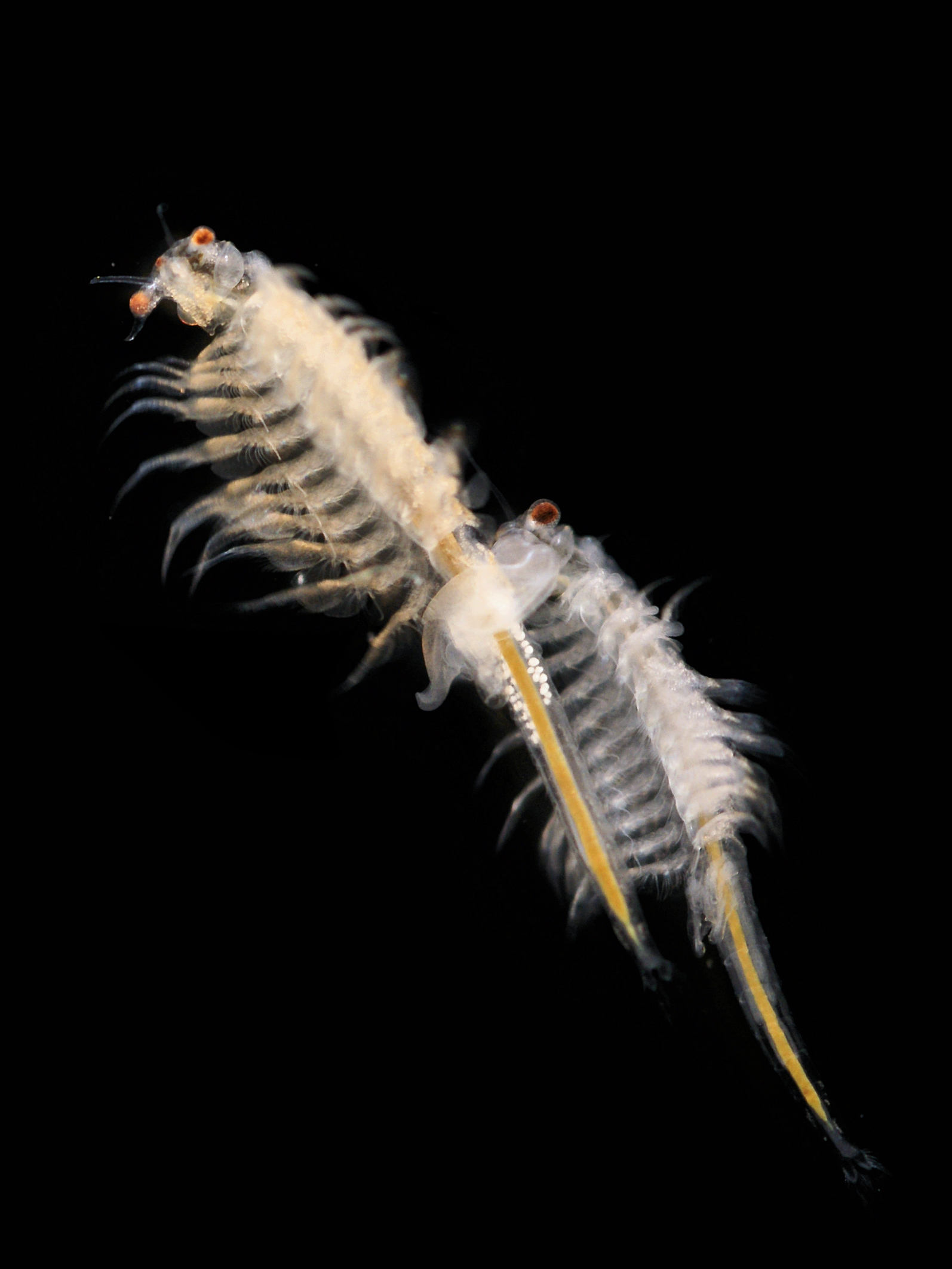
Artemia salina, Lebewesen des Sees

Der Austersee (rumänisch Lacul Auster) ist ein natürlicher Salzwassersee in der Nähe der Kleinstadt Ocna Sibiului im Kreis Sibiu in der Region Siebenbürgen in Rumänien. Er ist einer der vielen Seen des Ocna Sibiului-Salzbergwerks, ein Salzbergwerk mit einer der größten Salzreserven Rumäniens.

## Name
Lacul Auster bedeutet der asketische See auf Rumänisch. Manchmal wird er auch Lacul Austel oder Lacul cu insula (der See mit der Insel) genannt. In der Vergangenheit wurde er auch Lacul Roșu (der rote See) genannt, wegen seiner rötlichen Farbe, die er verloren hat.

## Geschichte
Der Austersee entstand auf dem Gelände einer alten, nicht lizenzierten Saline. Im Jahre 1922 war sein Wasserstand viel höher als heute, und es wurde durch künstliche Entwässerung gesenkt, weil man glaubte, dass seine Gewässer das Ignațiu-Salzbergwerk überschwemmten, das in Betrieb war.

## Einzeldaten
- Oberfläche: 254 m²
- Maximale Tiefe: 2,50 m
- Salzgehalt: 140 g/l
- Fauna: Artemia salina